# Parlamentswahl in der Türkei 1946
- CHP: 396
- Unabh.: 7
- DP: 62

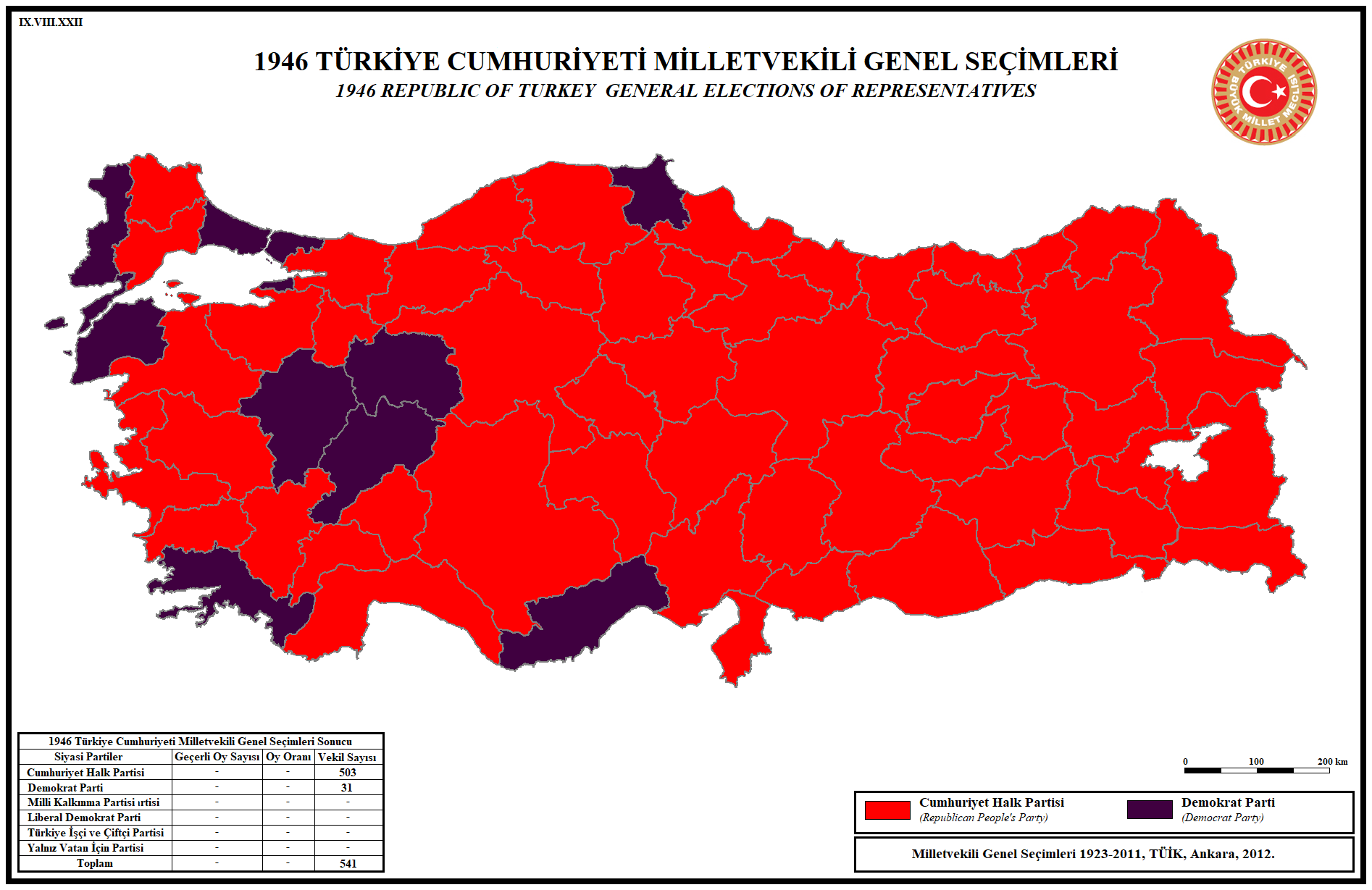

Die Parlamentswahl in der Türkei vom 21. Juli 1946 war die dritte Mehrparteien-Wahl in der Geschichte der Republik Türkei, nach den Kommunalwahlen 1930 und den Kommunalwahlen am 26. Mai 1946.
Die Wahl gilt nicht als vollständig gleiche und freie Wahl.
Gewählt wurden die 465 Mitglieder der Großen Türkischen Nationalversammlung. Die regierende CHP erhielt fast sechs Siebtel aller abgegebenen Stimmen. Nach der Parlamentswahl wurde Recep Peker (1889–1950) am 7. August 1946 als Nachfolger von Şükrü Saracoğlu (1887–1953) zum Ministerpräsidenten gewählt. Er hatte dieses Amt bis zum 10. September 1947 inne.

## Ergebnisse
| Partei                      | Vorsitzender | Stimmenanteil | Sitze |
| --------------------------- | ------------ | ------------- | ----- |
| Republikanische Volkspartei | İsmet İnönü  | 85,2 %        | 396   |
| Demokratische Partei        | Celâl Bayar  | 13,3 %        | 62    |
| Unabhängige                 |              | 1,5 %         | 7     |
| Gesamt                      |              | 100,0 %       | 465   |